# Łyżwiarstwo szybkie na Zimowych Igrzyskach Olimpijskich 2022 – bieg drużynowy mężczyzn
Bieg drużynowy mężczyzn rozgrywany w ramach łyżwiarstwa szybkiego na Zimowych Igrzyskach Olimpijskich 2022 odbył się 13 i 15 lutego w hali National Speed Skating Oval w Pekinie.
Złoty medal wywalczyli Norwegowie, w składzie Hallgeir Engebråten/Peder Kongshaug/Sverre Lunde Pedersen. Drudzy byli reprezentanci Rosyjskiego Komitetu Olimpijskiego Daniił Ałdoszkin/Siergiej Trofimow/Rusłan Zacharow, a na najniższym stopniu podium stanęli Amerykanie Ethan Cepuran/Casey Dawson/Emery Lehman/Joey Mantia.

## Terminarz
| Data      | Konkurencja  | Godzina rozpoczęcia | Godzina rozpoczęcia |
| Data      | Konkurencja  | UTC+08:00           | CET                 |
| --------- | ------------ | ------------------- | ------------------- |
| 13 lutego | Ćwierćfinały | 21:00               | 14:00               |
| 15 lutego | Półfinały    | 14:52               | 07:52               |
| 15 lutego | Finały       | 15:43               | 08:43               |

## Rekordy
Rekordy obowiązujące przed rozpoczęciem igrzysk.
| Rekord            | Zawodnicy                                                              | Czas    | Miejsce        | Data                |
| ----------------- | ---------------------------------------------------------------------- | ------- | -------------- | ------------------- |
| Rekord świata     | Stany Zjednoczone · Joey Mantia · Emery Lehman · Casey Dawson          | 3:34,47 | Salt Lake City | 5 grudnia 2021(dts) |
| Rekord olimpijski | Norwegia · Håvard Bøkko · Simen Spieler Nilsen · Sverre Lunde Pedersen | 3:37,08 | Gangneung      | 21 lutego 2018(dts) |

## Wyniki

### Ćwierćfinały
| Miejsce | Bieg | Reprezentacja               | Zawodnicy                                                 | Czas    | Strata | Uwagi      |
| ------- | ---- | --------------------------- | --------------------------------------------------------- | ------- | ------ | ---------- |
| 1.      | 3    | Norwegia                    | Hallgeir Engebråten Peder Kongshaug Sverre Lunde Pedersen | 3:37,47 | –      | Półfinał 1 |
| 2.      | 3    | Stany Zjednoczone           | Ethan Cepuran Casey Dawson Emery Lehman                   | 3:37,51 | +0,04  | Półfinał 2 |
| 3.      | 4    | Rosyjski Komitet Olimpijski | Daniił Ałdoszkin Siergiej Trofimow Rusłan Zacharow        | 3:38,67 | +1,20  | Półfinał 2 |
| 4.      | 2    | Holandia                    | Marcel Bosker Sven Kramer Patrick Roest                   | 3:38,90 | +1,43  | Półfinał 1 |
| 5.      | 2    | Kanada                      | Jordan Belchos Ted-Jan Bloemen Connor Howe                | 3:40,18 | +2,70  | Finał C    |
| 6.      | 1    | Korea Południowa            | Chung Jae-won Kim Min-seok Lee Seung-hoon                 | 3:41,89 | +4,42  | Finał C    |
| 7.      | 1    | Włochy                      | Davide Ghiotto Andrea Giovannini Michele Malfatti         | 3:42,04 | +4,57  | Finał D    |
| 8.      | 4    | Chińska Republika Ludowa    | Lian Ziwen Wang Haotian Xu Fu                             | 3:52,25 | +14,78 | Finał D    |

### Półfinały
| Miejsce    | Reprezentacja               | Zawodnicy                                                 | Czas    | Strata | Uwagi     |
| ---------- | --------------------------- | --------------------------------------------------------- | ------- | ------ | --------- |
| Półfinał 1 |                             |                                                           |         |        |           |
| 1.         | Norwegia                    | Hallgeir Engebråten Peder Kongshaug Sverre Lunde Pedersen | 3:38,28 | –      | Finał A   |
| 2.         | Holandia                    | Marcel Bosker Sven Kramer Patrick Roest                   | 3:39,62 | +1,34  | Finał B   |
| Półfinał 2 |                             |                                                           |         |        |           |
| 1.         | Rosyjski Komitet Olimpijski | Daniił Ałdoszkin Siergiej Trofimow Rusłan Zacharow        | 3:36,62 | –      | , Finał A |
| 2.         | Stany Zjednoczone           | Ethan Cepuran Casey Dawson Emery Lehman                   | 3:37,05 | +0,43  | Finał B   |

### Finał
| Miejsce | Reprezentacja               | Zawodnicy                                                 | Czas    | Strata | Uwagi |
| ------- | --------------------------- | --------------------------------------------------------- | ------- | ------ | ----- |
| Finał A |                             |                                                           |         |        |       |
| 01 !    | Norwegia                    | Hallgeir Engebråten Peder Kongshaug Sverre Lunde Pedersen | 3:38,08 | –      |       |
| 02 !    | Rosyjski Komitet Olimpijski | Daniił Ałdoszkin Siergiej Trofimow Rusłan Zacharow        | 3:40,46 | +2,38  |       |
| Finał B |                             |                                                           |         |        |       |
| 03 !    | Stany Zjednoczone           | Casey Dawson Emery Lehman Joey Mantia                     | 3:38,81 | –      |       |
| 4.      | Holandia                    | Marcel Bosker Sven Kramer Patrick Roest                   | 3:41,62 | +2,81  |       |
| Finał C |                             |                                                           |         |        |       |
| 5.      | Kanada                      | Jordan Belchos Ted-Jan Bloemen Tyson Langelaar            | 3:40,39 | –      |       |
| 6.      | Korea Południowa            | Chung Jae-won Kim Min-seok Park Seong-hyeon               | 3:53,77 | +13,38 |       |
| Finał D |                             |                                                           |         |        |       |
| 7.      | Włochy                      | Davide Ghiotto Andrea Giovannini Michele Malfatti         | 3:44,20 | –      |       |
| 8.      | Chińska Republika Ludowa    | Lian Ziwen Wang Haotian Xu Fu                             | 3:53,58 | +9,38  |       |